# Lachesis melanocephala
Lachesis melanocephala är en ormart som beskrevs av Solórzano och Cerdas 1986. Lachesis melanocephala ingår i släktet hålormar och familjen huggormar. Inga underarter finns listade i Catalogue of Life.
Ormen förekommer i Costa Rica. Den lever bland annat i regnskogar.